# Эль-Кунфида
Эль-Кунфида (араб. القنفذة‎) — город, расположенный на крайнем юге округа Мекка (Саудовская Аравия); крупный порт; курорт. Население — 185 000 человек (на 2010 год).

## География
Город расположен в регионе Тихама на берегу одноименного залива Красного моря на национальном шоссе 5 (прибрежная дорога Хакль — Ахад-эль-Масариха). В Эль-Баха расположен ближайший к городу гражданский аэропорт, а юго-восточнее расположен аэропорт Quz South. У города расположены сельские поселения.